# Zenevisi (famiglia)
Gli Zenevisi o Zenebishi ( fl. 1304-1460) erano una famiglia nobile albanese del Medioevo. Governarono i territori dell'Epiro e posero la capitale ad Argirocastro.
Gjin Zenevisi era uno dei membri più importanti di questa famiglia. Tra il 1373 e il 1414 controllava Argirocastro e i dintorni. Dopo che gli ottomani conquistarono la regione dell'Epiro, alcuni membri della famiglia fuggirono in Morea, mentre altri occuparono posizioni elevate all'interno della gerarchia ottomana.

## Storia

### Storia antica
Gli "Zenevia", probabilmente gli Zenevisi, sono citati nel 1304 come una delle famiglie a cui furono concessi privilegi dall'angioino Filippo I, principe di Taranto. Secondo Robert Elsie, la famiglia proveniva dalla regione di Zagoria tra Argirocastro e Përmet, nell'odierna Albania meridionale.
Nel 1381 e nel 1384 i signori cattolici di Arta chiesero protezione alle truppe ottomane contro gli invasori albanesi sotto gli Zenevisi; gli ottomani misero in fuga i predoni e ristabilirono l'ordine in Epiro.
Gjin Zenevisi è uno dei membri più importanti di questa famiglia.  Come molti sovrani balcanici dell'epoca che erano sotto l'influenza culturale dell'Impero bizantino, adottò per sé un titolo dalla gerarchia della corte bizantina, quello di sebastocratore.
Nel 1399, durante la battaglia di Mesopotamos, gli Zenevisi sconfissero l'esercito di Esaù de' Buondelmonti. Gli Zenevisi catturarono gli arconti di Giannina e presero in ostaggio Esaù de' Buondelmonti. Questa vittoria segnerà il periodo di massimo splendore del clan Zenevisi, che durerà fino al 1418. Durante questo periodo, il clan Zenevisi annesse Saiata, Dryïnoupolis e fece di Argirocastro la capitale del loro territorio. Durante l'Interregno ottomano (1402-1413) gli Zenevisi persero territori in favore della Repubblica di Venezia; la maggior parte dei territori continentali di fronte al possedimento veneziano di Corfù furono presi.

### Periodo ottomano
I membri di questa famiglia (così come del clan Arianiti e Muzaka) che inizialmente resistettero all'espansione ottomana si convertirono all'Islam, mentre alcuni di loro salirono a posizioni elevate all'interno della gerarchia militare e feudale ottomana. Gli ottomani assediarono e presero il controllo di Argirocastro, la capitale delle terre degli Zenevisi nel 1418, e Gjin Zenevisi fu ucciso nel 1418 o 1419 dagli ottomani. Il territorio che gli Zenevisi controllavano prima della loro sottomissione agli ottomani era registrato in un defter ottomano (registro fiscale) del 1431 come "le terre di Zenevisi" (in turco Zenebisi ili). Dopo l'annessione dei loro territori agli ottomani, i restanti membri del clan Zenevesi emigrarono in Morea.
Nel 1443 Simone Zenevisi, nipote di Gjin, costruì la fortezza di Strovili con l'approvazione e il sostegno veneziano. Nel 1454-1455 Simone Zenevisi fu riconosciuto da Alfonso V come vassallo del Regno di Napoli.
Il figlio di Gjin, conosciuto dopo la sua conversione all'Islam come Hasan Bey, fu nel 1455 un subashi (comandante) di Tetovo. L'altro figlio di Gjin, il cui nome musulmano era Hamza Zenevisi, era un comandante militare ottomano che sconfisse le forze dei despoti della Morea che assediarono Patrasso nel 1459. Nel 1460, in seguito alla conquista ottomana della Morea, divenne sanjakbey del sangiaccato di Mezistre.

## Membri
Gjin Zenevisi ebbe i seguenti discendenti:
- A1. Anna ("Kyrianna"), Dama di Grabossa; sposò Andrea III Musachi (att. 1419)
- A2. Maria, +dopo il 1419; sposò Perotto d'Altavilla, il Barone di Corfù (+1445)
- A3. Thopia Zenevisi (morto nel 1435), signore di Argyrokastron (1418-1434), deposto dagli ottomani
  - B1. Simone Zenevisi, signore di Strovilo (1443–61), deposto dagli ottomani
    - C1. Alfonso (fl. 1456), un ostaggio politico ottomano che fuggì a Napoli e divenne vassallo napoletano
    - C2. Alessandro ("Lech"), signore di Strovilo che rivendette poi a Venezia nel 1473
    - C3. Filippo, servì Alessandro
- A4. Hamza Zenevisi ("Amos", fl. 1456-60), un ostaggio politico ottomano, si convertì all'Islam ed entrò al servizio ottomano. Nel 1460 divenne sanjakbey del sangiaccato di Mezistre.[16]
- A5. Hasan Zenevisi, subaşi di Tetovo nel 1455.[14]